# 安蔭邨
安蔭邨（英語：On Yam Estate），是香港的公共屋邨，位於香港新界葵青區北葵涌，是區內中後期發展的公共屋邨。

## 歷史及屋邨簡介
安蔭邨的項目編號為TW14，由房屋署總建築師設計，當中第一期（康蔭樓、嘉蔭樓及祥蔭樓）的細部設計則由何顯毅建築師事務所負責。
安蔭邨原址為石蔭臨時房屋區，於1988年改劃作興建此邨，翌年3月拆卸重建。按照原來規劃，此邨將興建7座Y4型大廈，及後因和諧式大廈面世而改為興建和諧一型。屋邨共有住宅大廈八座，於1994年入伙，可容納約17,000人，主要為安置荃灣梨木樹邨以及葵涌石蔭邨與石籬邨的重建戶。

## 屋邨資料

### 地理位置
安蔭位於北葵涌區。以街道標示為大白田街以北、安捷街以東、石排街以東。毗鄰寧峰苑、石蔭邨、石蔭東邨、石籬邨和金山郊野公園。

### 樓宇
| 樓宇名稱（座號）           | 樓宇類型                                    | 落成年份 | 層數                  | 每層伙數                | 每座單位總數（伙） | 建築師                              | 承建商   | 提供升降機的廠商 | 期數 |
| -------------------------- | ------------------------------------------- | -------- | --------------------- | ----------------------- | ------------------ | ----------------------------------- | -------- | ---------------- | ---- |
| 嘉蔭樓（第1座） （英語：Kar Yam House） | 和諧一型第一款 （第一代）                   | 1994年   | 38                    | 18                      | 681                | 房屋署總建築師、 何顯毅建築師事務所 | 順成建築 | 迅達             | 1    |
| 康蔭樓（第2座） （英語：Hong Yam House） | 和諧一型第二款 （第一代）                   | 1994年   | 38                    | 18                      | 681                | 房屋署總建築師、 何顯毅建築師事務所 | 順成建築 | 迅達             | 1    |
| 祥蔭樓（第3座） （英語：Cheung Yam House） | 和諧一型第一款 （第一代）                   | 1994年   | 38                    | 18                      | 681                | 房屋署總建築師、 何顯毅建築師事務所 | 順成建築 | 迅達             | 1    |
| 耀蔭樓（第4座） （英語：Yiu Yam House） | 和諧一型第二款 （第一代）                   | 1995年   | 38                    | 18                      | 681                | 房屋署總建築師                      | 瑞安建業 | 奧的斯           | 2    |
| 德蔭樓（第5座） （英語：Tak Yam House） | 和諧一型第二款（第一代） 連和諧附翼大廈一型 | 1995年   | 38（主樓） 15（附翼） | 18（主樓） 28（連附翼） | 829                | 房屋署總建築師                      | 瑞安建業 | 奧的斯           | 2    |
| 澤蔭樓（第6座） （英語：Chak Yam House） | 和諧一型第三款 （第一代）                   | 1995年   | 38                    | 16                      | 608                | 房屋署總建築師                      | 順成建築 | 通力             | 3    |
| 豐蔭樓（第7座） （英語：Fung Yam House） | 和諧一型第三款 （第一代）                   | 1995年   | 38                    | 16                      | 608                | 房屋署總建築師                      | 順成建築 | 通力             | 3    |
| 盛蔭樓（第8座） （英語：Shing Yam House） | 和諧一型第三款 （第一代）                   | 1995年   | 38                    | 16                      | 608                | 房屋署總建築師                      | 順成建築 | 通力             | 3    |

（註：以上座號以房委會Estate Property記錄為依歸。）

## 設施

#### 文娛康樂及體育設施
安蔭邨內有多個小型遊樂場，亦有一個籃球場及數個羽毛球場。其他文娛設施則主要依靠石蔭邨及石籬邨。
邨內有羅馬廣場（位於祥蔭樓側），提供予社區團體舉行講座及表演。而邨內的空地，則是小朋友常玩樂的地方。
另邨內亦有兩所長者服務設施：香港佛教聯合會傅黃合長者服務中心（位於祥蔭樓地下）及基督教聖公會林護長者之家（位於豐蔭樓一樓）。

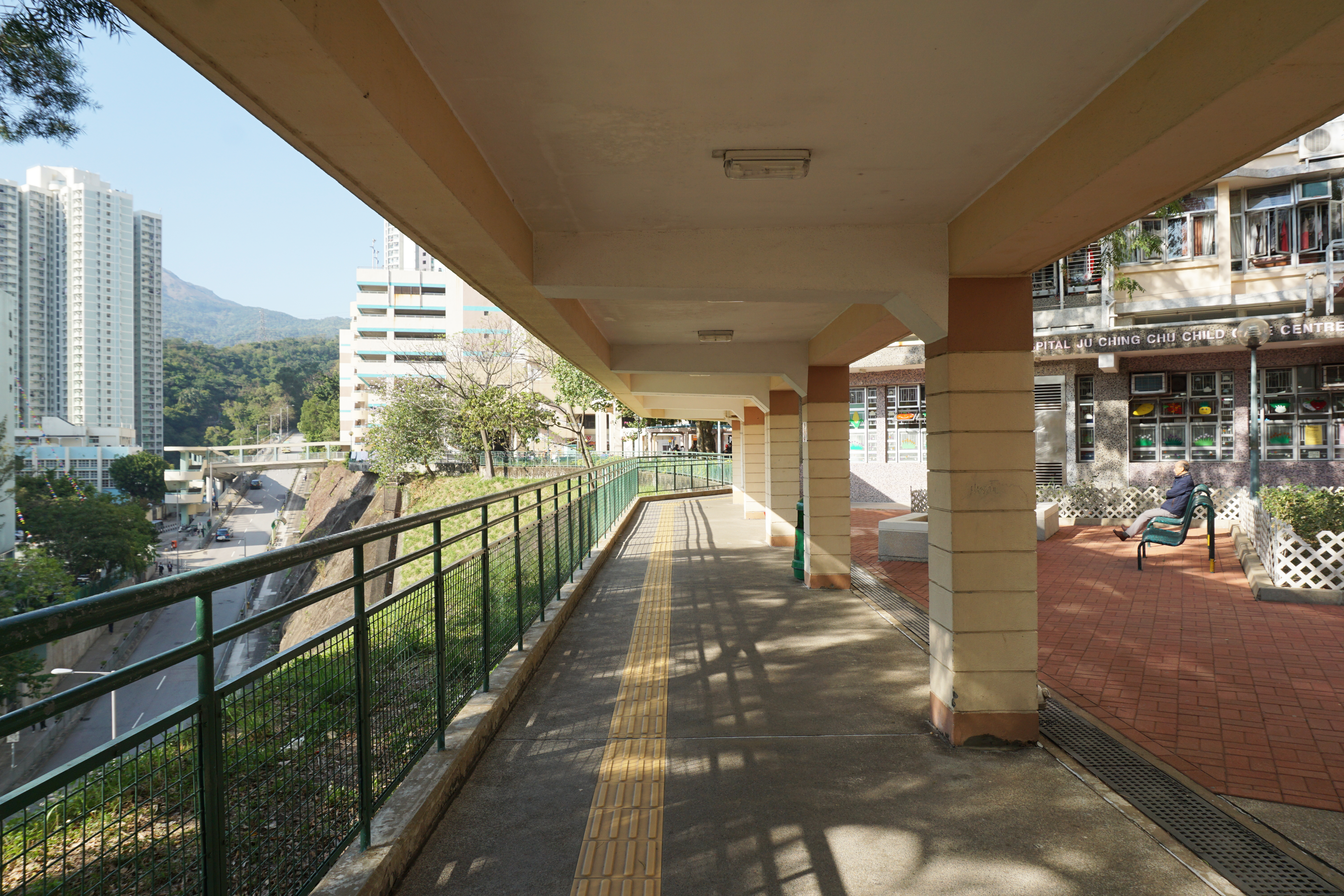
有蓋行人通道
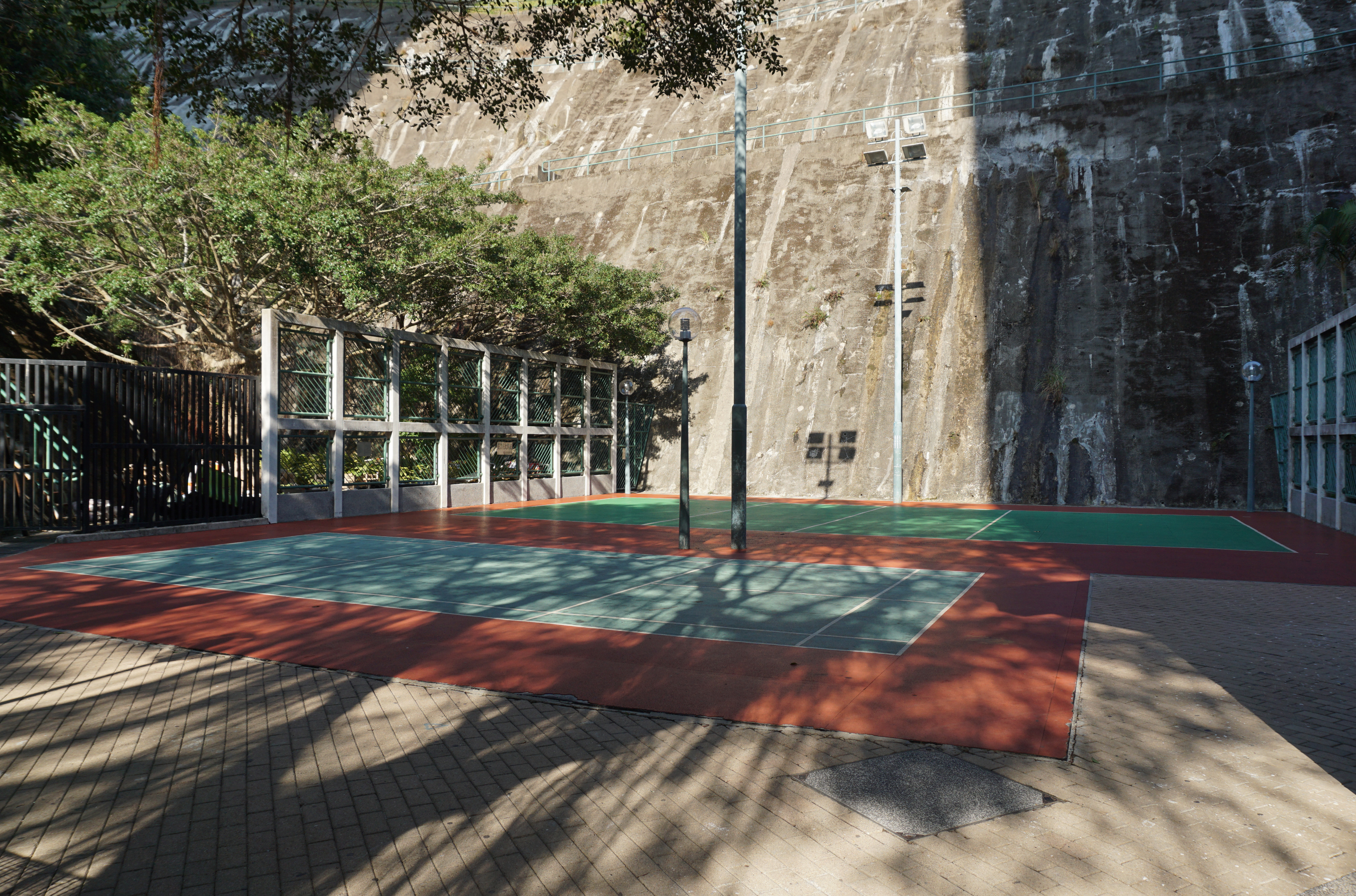
羽毛球及排球場
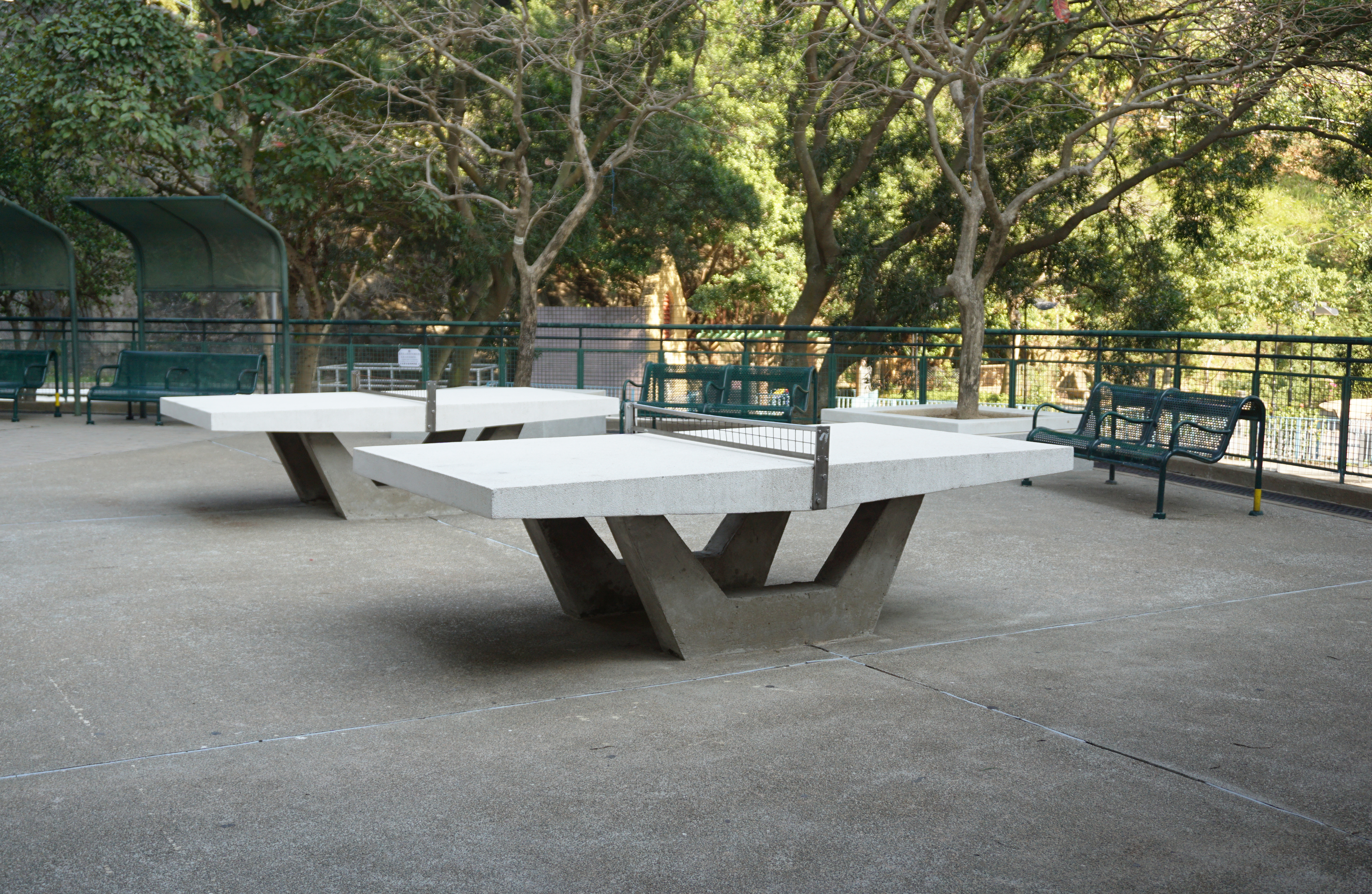
乒乓球枱
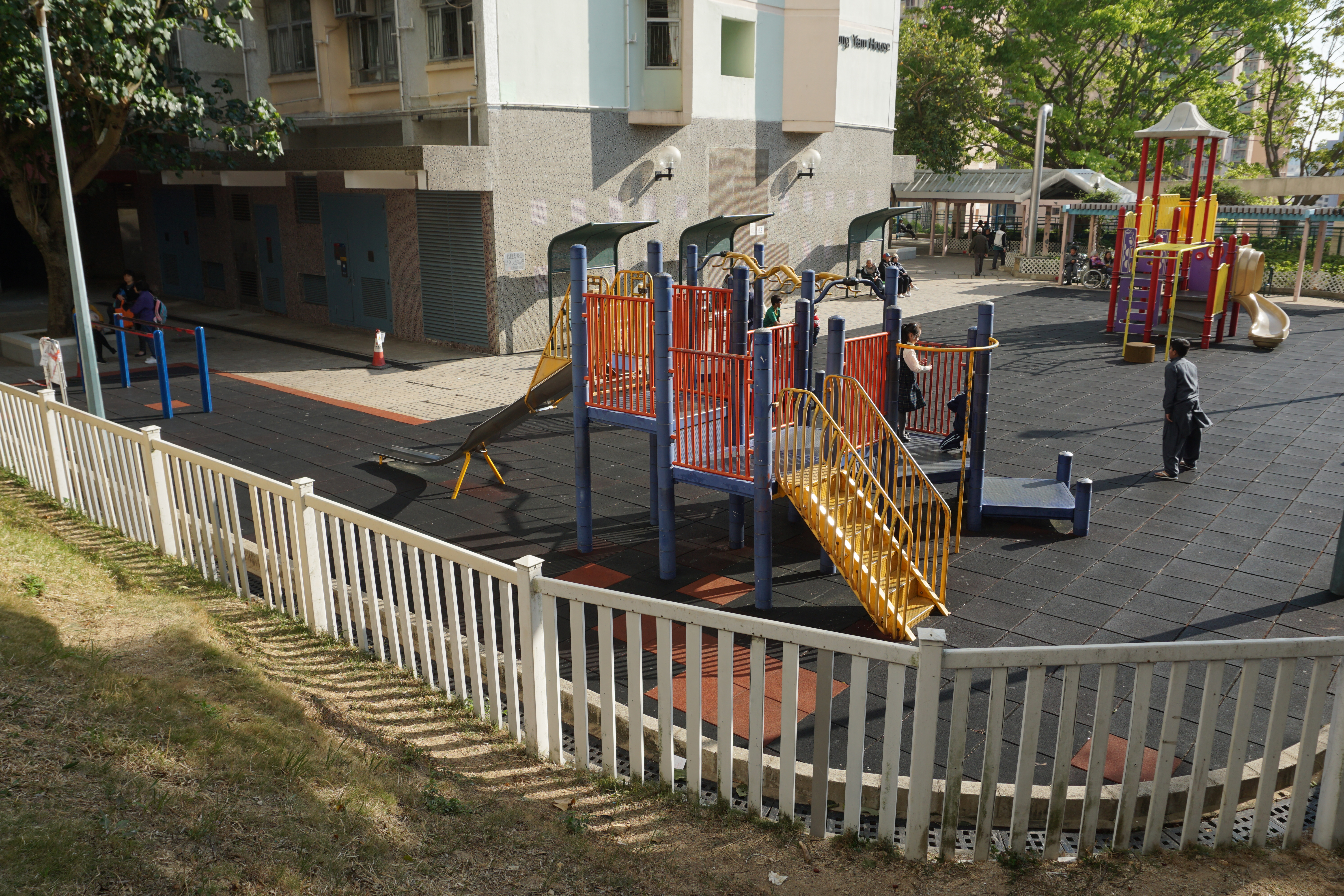
兒童遊樂場
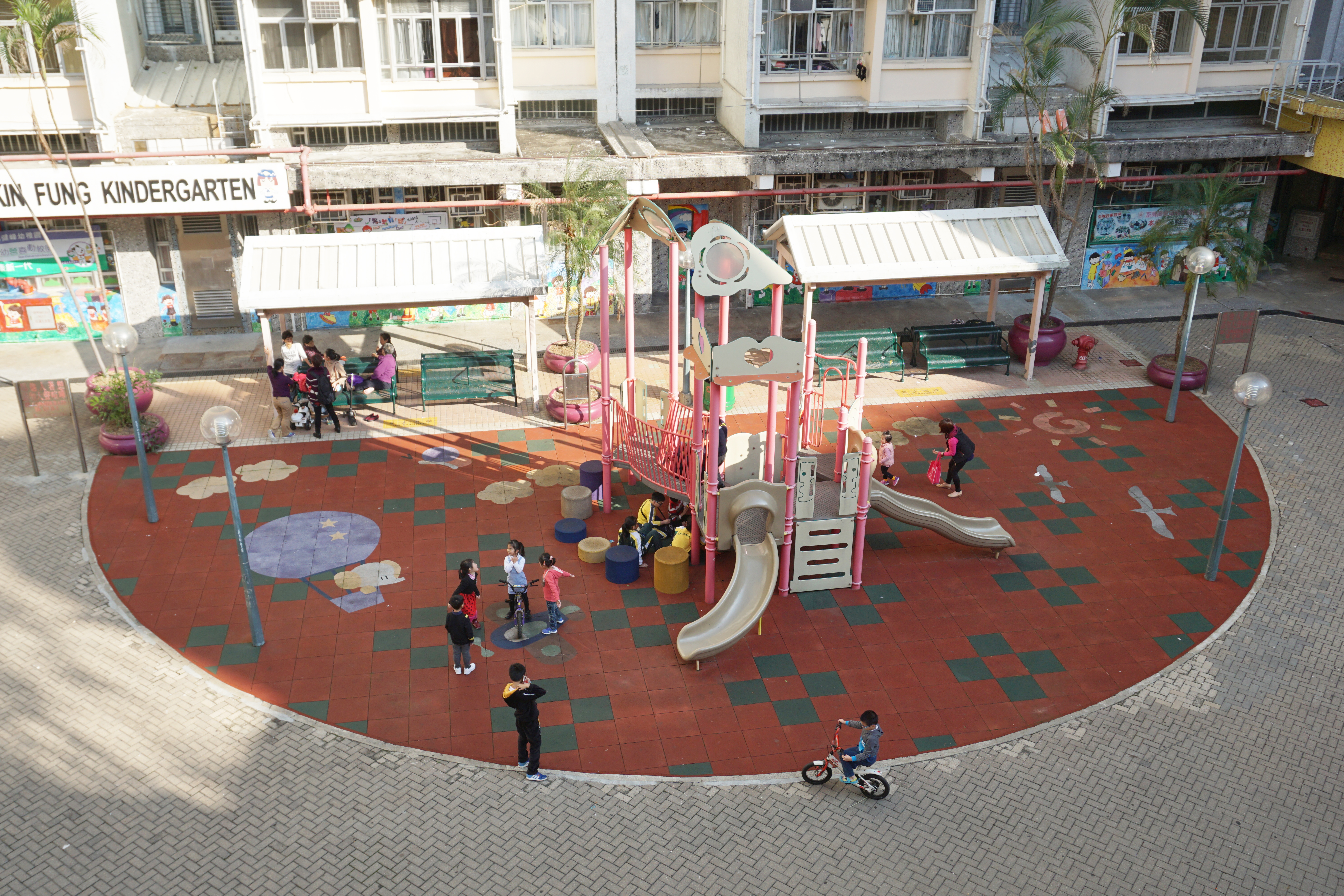
兒童遊樂場（2）
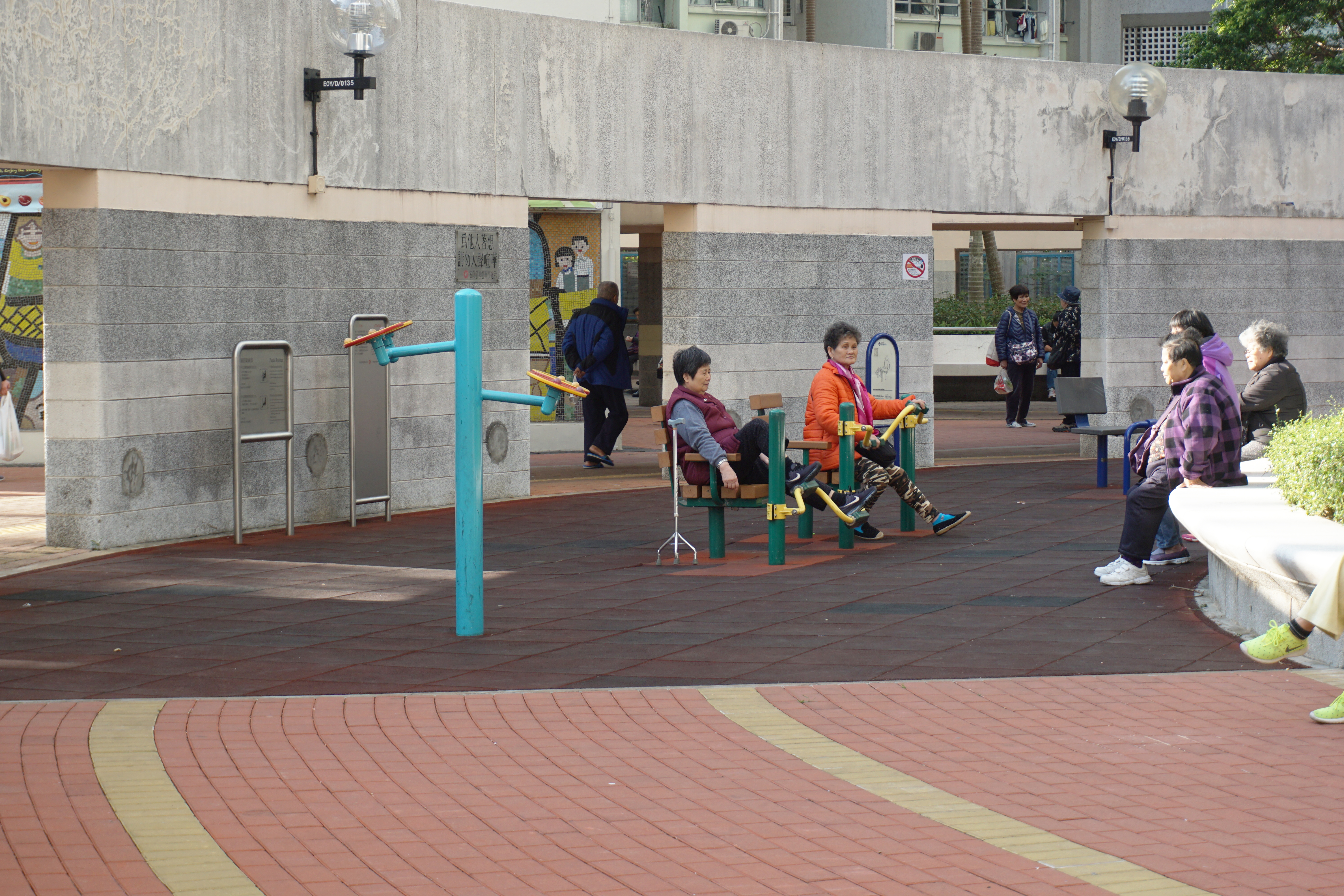
健體區
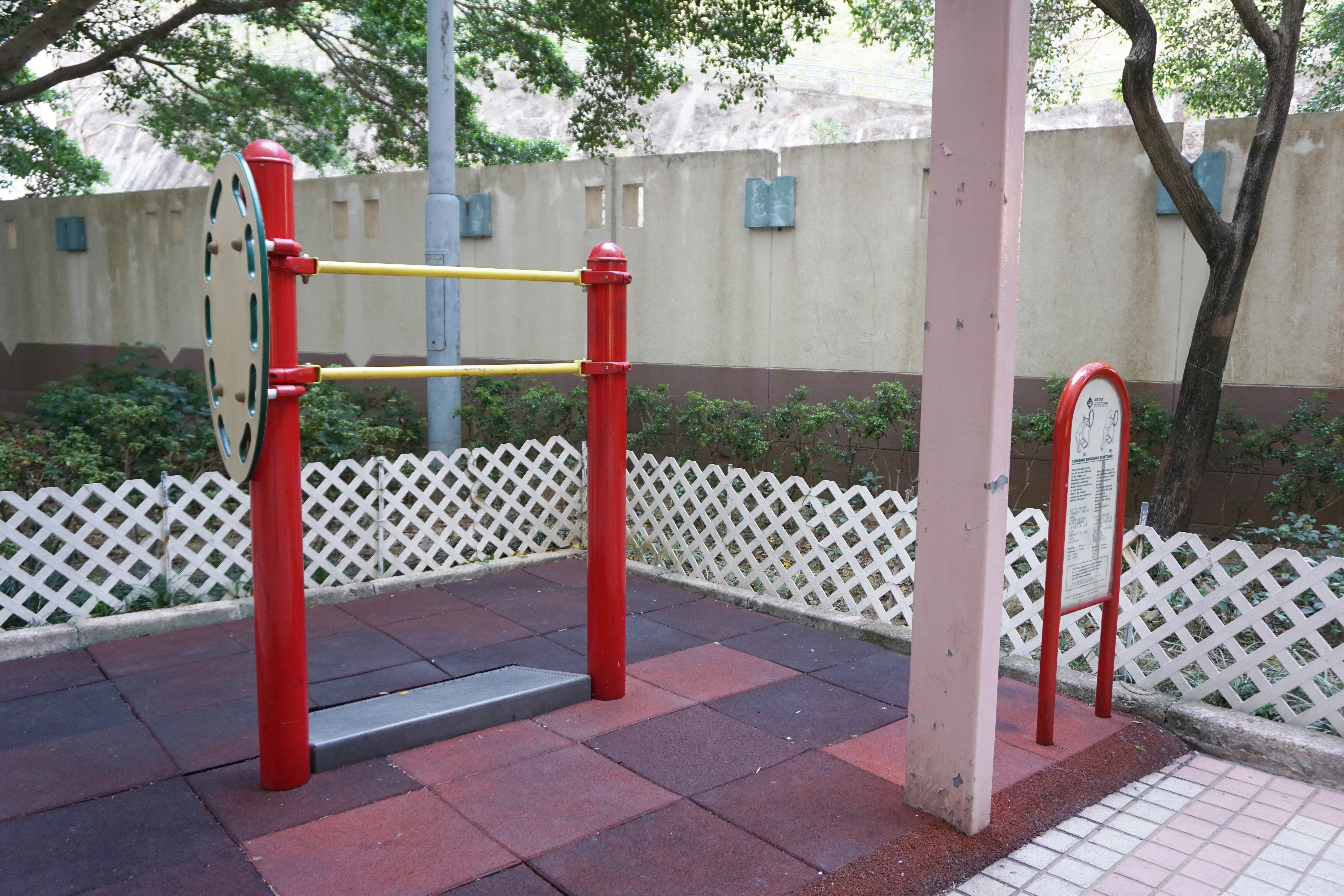
健體區（2）
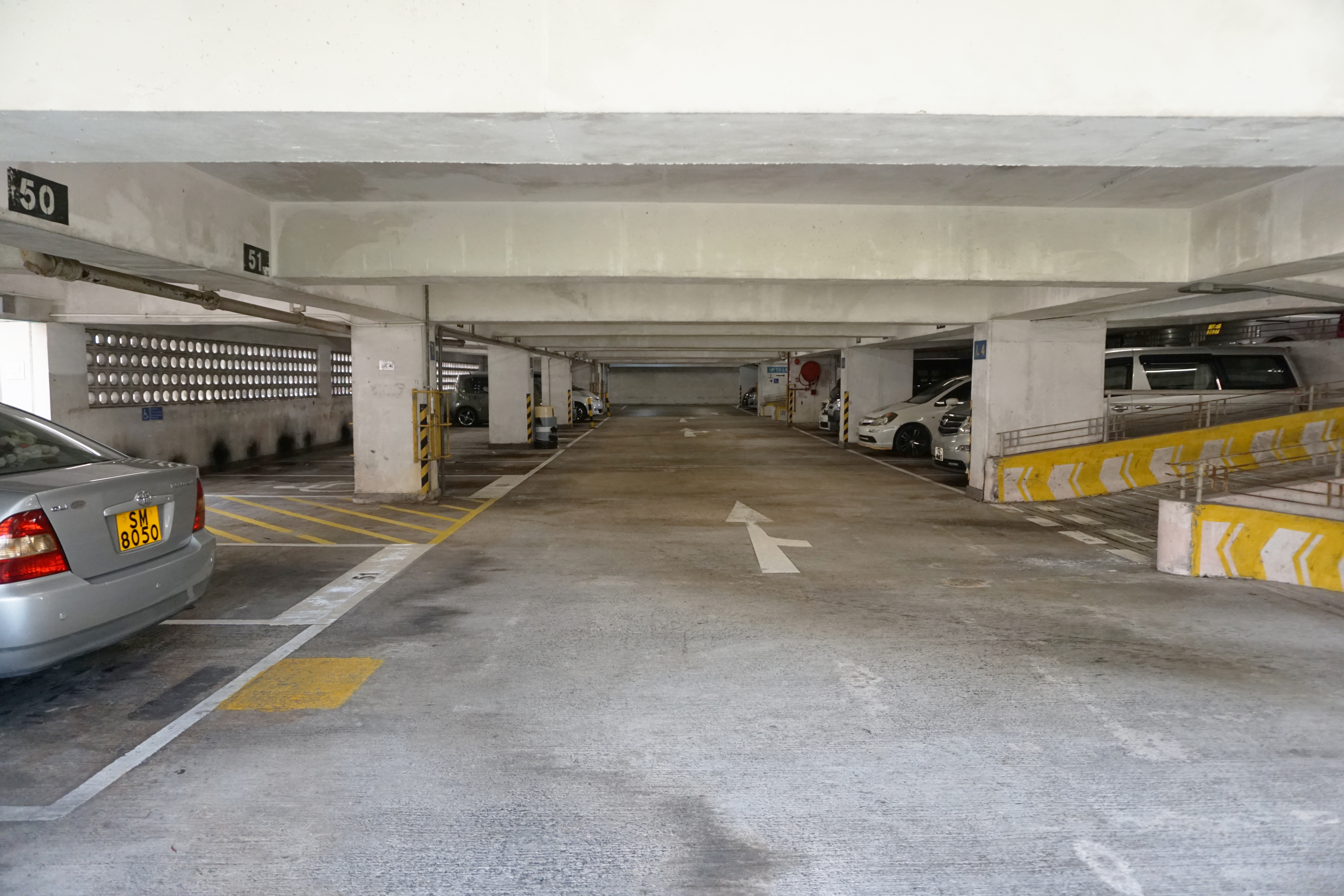
停車場

#### 商業設施
安蔭商場由香港房屋委員會興建，原本屬其持有物業。領匯（現稱領展）於2005年上巿後，房委會將旗下大部份商場及停車場出售予領匯，其中包括安蔭商場。2016年，鄧成波以5.628億港元購入安蔭商場。2021年，陳秉志及林子峰購入安蔭商場，並斥資以億計對商場進行翻新。商場翻新後將按照該業主旗下其他曾進行大規模翻新的商場的一貫命名方式，改名為安蔭新城。2024年，市傳指陳秉志將安蔭新城以5.3億元轉售予蔡經陽，其後林子峰澄清絕無此事。
商場內設有便利店（OK便利店和7-Eleven）兩間、超級市場（惠康）、安老院（前身是酒樓，惟已結業）、日本城、大快活、阿波羅（已結業）、東京麵包餅食（已結業）等商舖。不過由於店舖較少，故此邨民也會到石蔭邨及石籬邨一帶購物，而由食物環境衛生署（食環署）管理北葵涌街市是他們常去的街市。

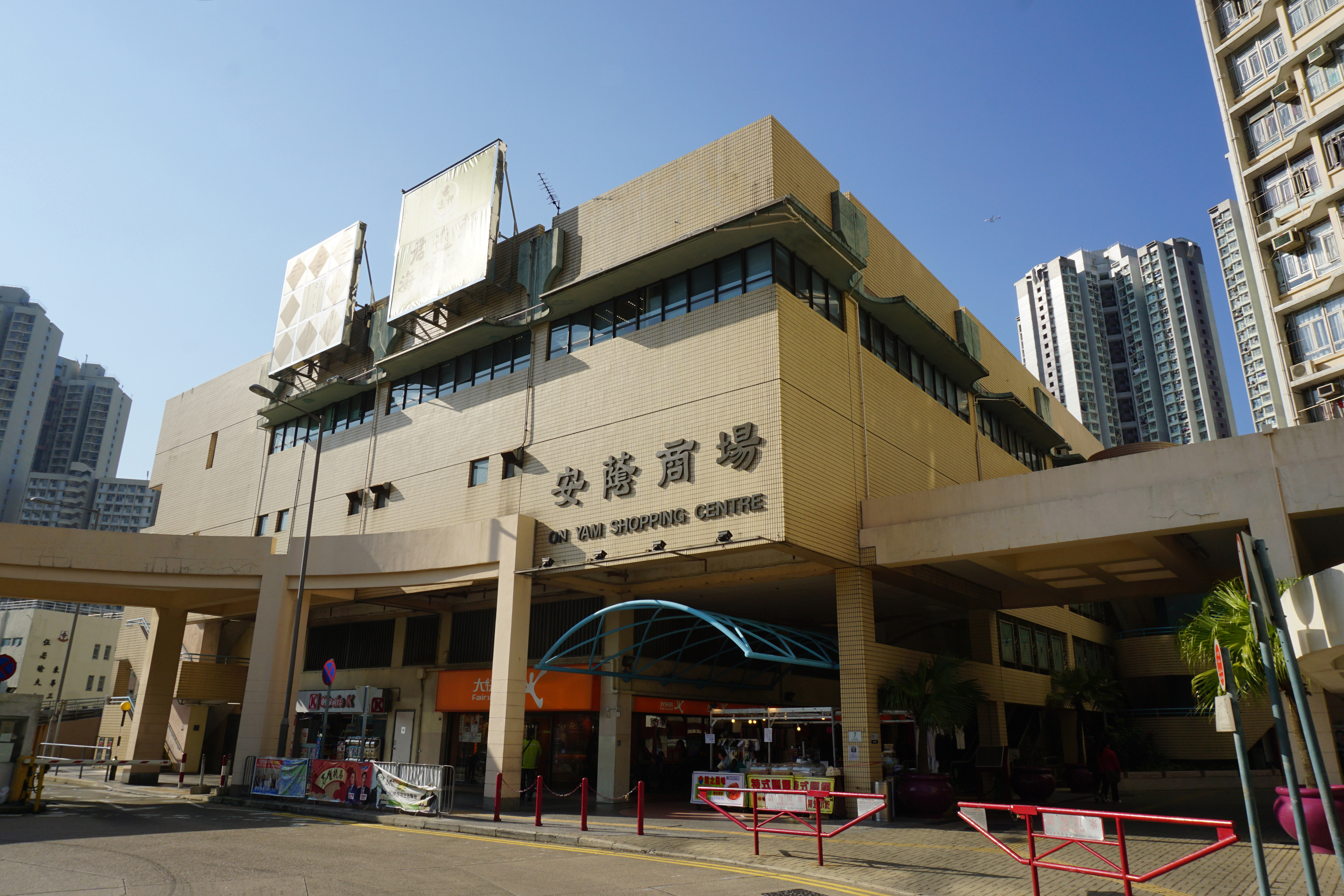
安蔭商場
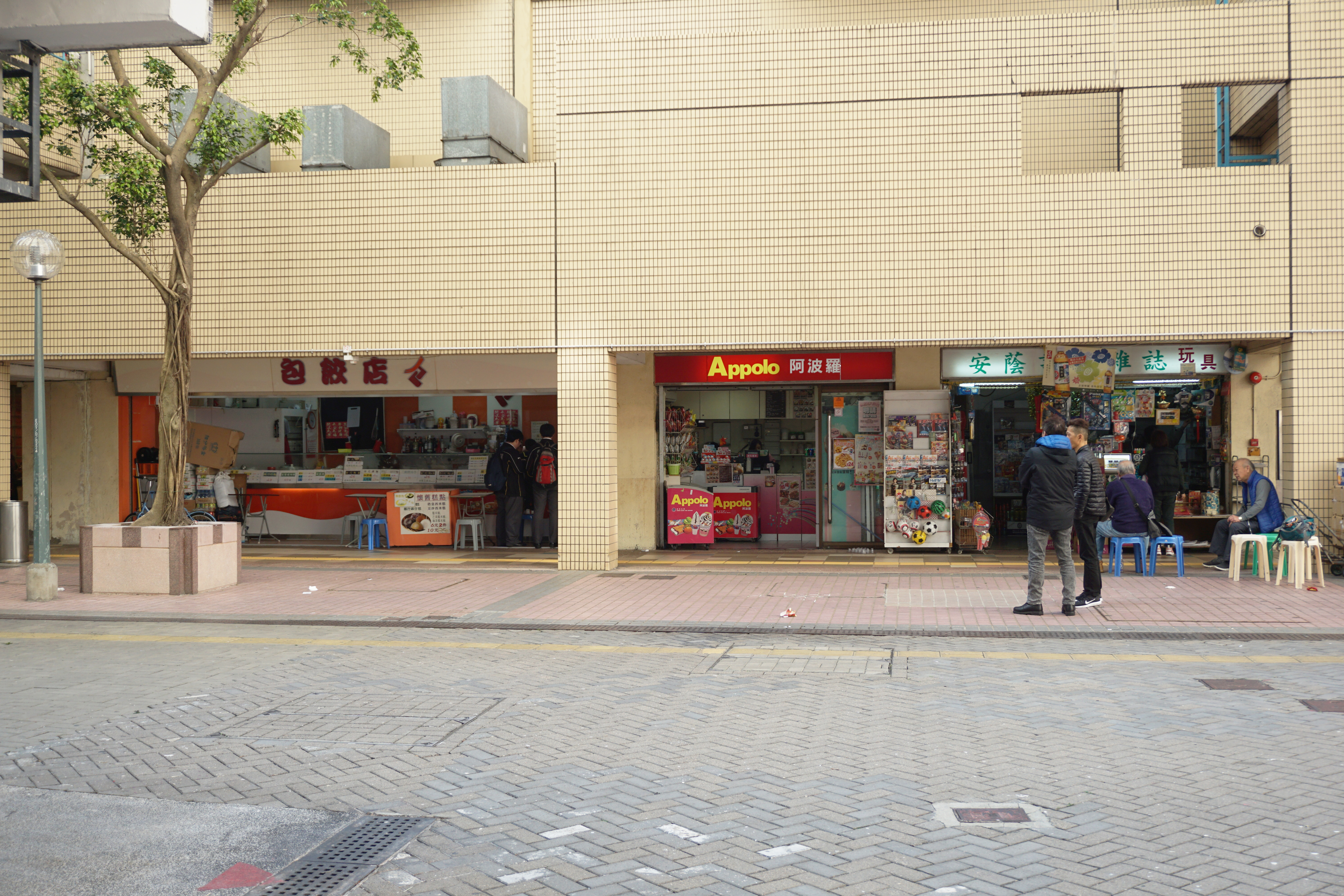
安蔭商場地下
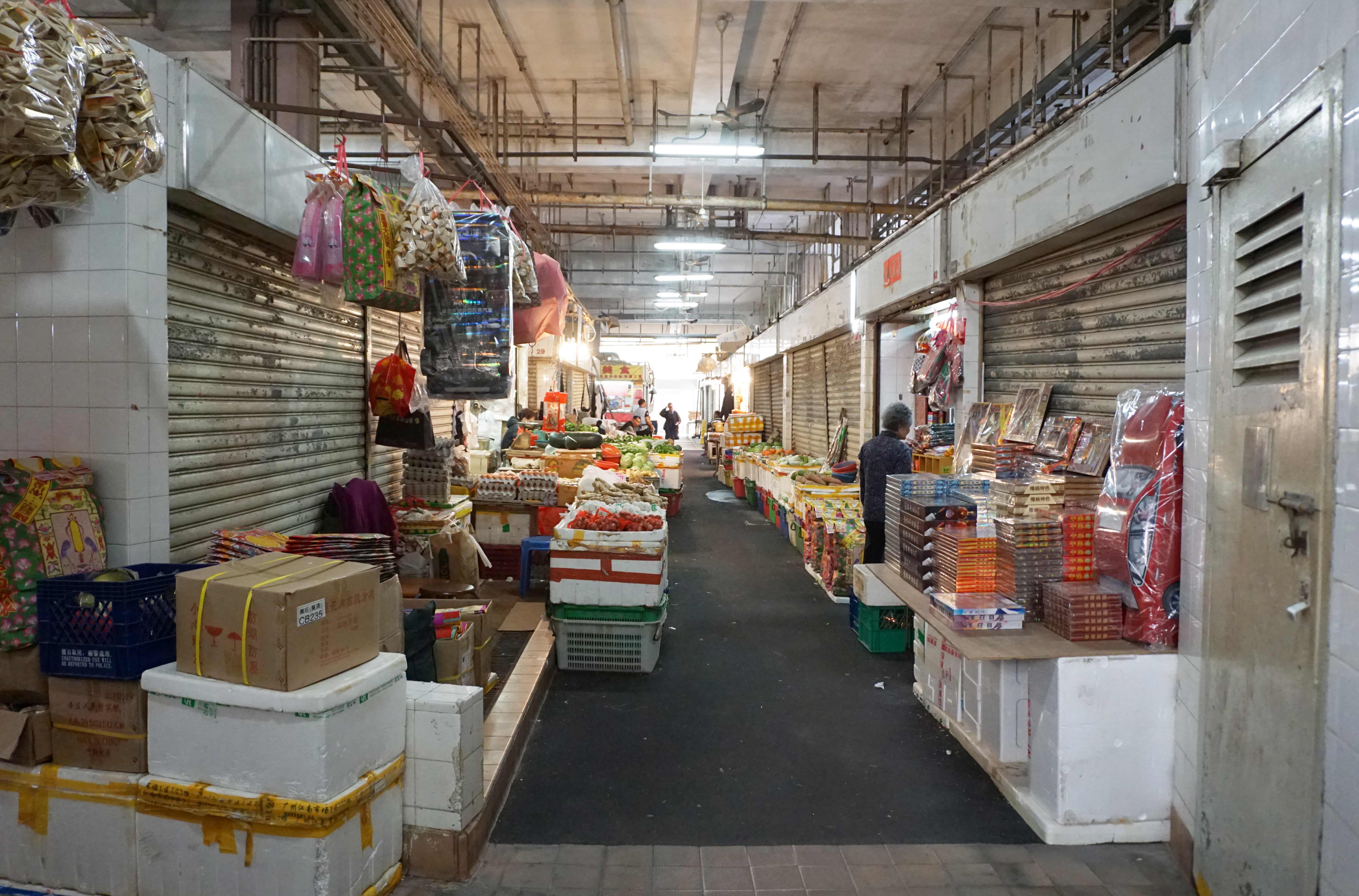
安蔭街市

#### 教育設施
安蔭邨內擁有兩所幼稚園及一所小學，而附近則有三所中學。
幼稚園：
- 仁濟醫院裘錦秋幼稚園（1978年創辦）（位於澤蔭樓地下）
- 荃灣商會邱健峰幼稚園 （1995年創辦）（位於德蔭樓及耀蔭樓地下）

小學：
- 慈幼葉漢小學（位於安蔭邨第一期，是全港倒數第二座標準小學校舍）

中學:
- 裘錦秋中學 (葵涌)（位於安捷街）
- 東華三院伍若瑜夫人紀念中學（位於安捷街）
- 石籬天主教中學（位於安捷街）

## 所屬選區
安蔭邨在立法會地區直選當中，屬於新界西（LC4）選區範圍之內，而地方行政則為葵青區。全邨所有樓宇劃為一個選區，隸屬於葵青區議會安蔭選區，現時議席懸空，前任區議員為民主黨成員梁永權。

### 歷屆議員
| 屆別                  | 議員     | 政治聯繫                               | 政治聯繫               |
| --------------------- | -------- | -------------------------------------- | ---------------------- |
| 1994年－1999年        | 梁永權   |                                        | 民主黨                 |
| 2000年－2003年        | 梁永權   |                                        | 民主黨 → 街工／前 前綫 |
| 2004年－2007年        | 梁永權   | 街工／前 前綫 → 街工／前 前綫／ 社民連 |                        |
| 2008年－2011年        | 梁子穎   |                                        | 工聯會／ 民建聯        |
| 2012年－2015年        | 梁子穎   | 工聯會／ 民建聯 → 工聯會               |                        |
| 2016年－2019年        | 梁子穎   | 工聯會                                 |                        |
| 2020年－2021年7月10日 | 梁永權   |                                        | 民主黨                 |
| 2021年7月11日－2023年 | 議席懸空 | 議席懸空                               | 議席懸空               |

## 事件

### 安蔭邨耀蔭樓廣場舞噪音
鄰近耀蔭樓的運動場上，每逢早晨接近七時開始便有十餘女性跳廣場舞或太極舞，一般活動時間為早上七時至八時。由於喧嘩聲及錄音機歌聲為鄰近居民造成滋擾，多次受到噪音投訴，部分媒體有報導過事件。

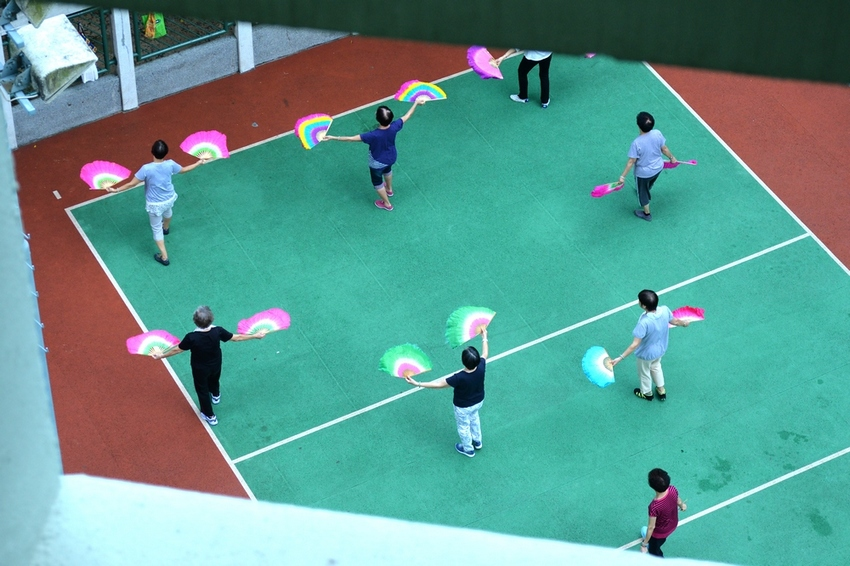
安蔭邨耀蔭樓晨運客長期噪音滋擾

## 外部連結
- 房委會物業位置及資料 安蔭邨（页面存档备份，存于）
- 房委會物業位置及資料 安蔭邨 （页面存档备份，存于）
- 荃葵青交通總站巡禮 - 安蔭

22°22′22″N 114°08′28″E / 22.372899°N 114.14112°E